# 복소수
수학에서 복소수(複素數, 영어: complex number)는 {\displaystyle a+bi} ({\displaystyle a,b}는 실수) 꼴의 수이다. 여기서 {\displaystyle i}는 허수 단위라고 불리는 수이며, {\displaystyle i^{2}=-1}을 만족시킨다. {\displaystyle a}는 실수부(real part), {\displaystyle b}는 허수부(imaginary part)라고 한다. 전자•전기를 다루는 계통에서는 전류 기호와의 혼동을 피하기 위해 대신 기호 {\displaystyle j}를 쓰기도 한다. 복소수의 집합은 체를 이루며, 대수학의 기본 정리가 성립한다. 그러나 실수와 달리 표준적인 전순서를 줄 수 없다. 기하학적 관점에서, 복소수의 공간은 2차원 복소평면과 같으며, 이는 실수 공간을 나타내는 1차원 실수선을 확장하여 얻을 수 있다. 추상대수학적 관점에서, 복소수의 집합은 유일한 2차원 노름 나눗셈 대수이다. 복소수 집합의 기호는 {\displaystyle \mathbb {C} } 또는 {\displaystyle \mathbf {C} }이다.

## 정의
복소수체(複素數體, 영어: field of complex numbers) {\displaystyle \mathbb {C} }는 {\displaystyle \mathbb {R} }-대수 {\displaystyle \mathbb {R} }의 케일리-딕슨 대수 {\displaystyle \operatorname {CD} (\mathbb {R} )}(에서 체의 구조만을 기억하여 얻는 체)이다.
구체적으로, 복소수체 {\displaystyle \mathbb {C} }는 집합으로서 {\displaystyle \mathbb {R} ^{2}}이다. 그 위에는 표준적인 {\displaystyle \mathbb {R} }-벡터 공간 구조가 존재하며, 그 덧셈은 다음과 같다.
{\displaystyle (a,b)+(c,d)=(a+c,b+d)\qquad a,b,c,d\in \mathbb {R} }
여기에 {\displaystyle \mathbb {R} }-대수 구조를 다음과 같이 추가할 수 있다.
{\displaystyle (a,b)\cdot (c,d)=(ac-bd,ad+bc)\qquad a,b,c,d\in \mathbb {R} }
그렇다면, 이는 나눗셈 대수를 이루며, 여기서 체를 제외한 구조를 잊으면 복소수체를 얻는다. 또한, 실수 단위 {\displaystyle (1,0)=1}과 허수 단위 {\displaystyle (0,1)=i}를 정의하면, 이는 {\displaystyle i^{2}=-1}를 만족시키며, 모든 원소는 {\displaystyle (a,b)=a+bi}로 쓸 수 있다. 실수체는 {\displaystyle a\mapsto a+0i}를 통해 자연스럽게 복소수체의 부분 집합 {\displaystyle \mathbb {R} \subseteq \mathbb {C} }이라고 생각할 수 있다.
복소수체는 또한 다음과 같이 여러 가지로 정의할 수 있으며, 이들은 서로 동형이다.

### 선형대수학적 정의
복소수체 {\displaystyle \mathbb {C} }는 행렬 대수 {\displaystyle \operatorname {Mat} (2;\mathbb {R} )}의 다음과 같은 부분 대수와 동형이다.
{\displaystyle \left\{{\begin{pmatrix}a&b\\-b&a\end{pmatrix}}\colon a,b\in \mathbb {R} \right\}\subset \operatorname {Mat} (2;\mathbb {R} )}
이 경우, 실수 단위와 허수 단위는 각각 다음과 같다.
{\displaystyle 1={\begin{pmatrix}1&0\\0&1\end{pmatrix}}}
{\displaystyle i={\begin{pmatrix}0&1\\-1&0\end{pmatrix}}}

### 가환대수학적 정의
복소수체 {\displaystyle \mathbb {C} }는 실수체 {\displaystyle \mathbb {R} }의, 이차 형식 {\displaystyle Q\colon x\mapsto -x^{2}}에 대한 클리퍼드 대수 {\displaystyle \operatorname {Cliff} (\mathbb {R} ,Q;\mathbb {R} )}와 동형이다.
구체적으로, 복소수체 {\displaystyle \mathbb {C} }는 다음과 같은 몫환과 동형이다.
{\displaystyle \mathbb {R} [x]/(x^{2}+1)=\{a+bx+(x^{2}+1)\colon a,b,\in \mathbb {R} \}}
이 경우, 실수 단위와 허수 단위는 각각 다음과 같다.
{\displaystyle 1=1+(x^{2}+1)}
{\displaystyle i=x+(x^{2}+1)}

### 체론적 정의
복소수체 {\displaystyle \mathbb {C} }는 실수체 {\displaystyle \mathbb {R} }의 대수적 폐포 {\displaystyle {\bar {\mathbb {R} }}}와 동형이다. 이 경우, 실수 단위는 자명하며, 허수 단위는 방정식 {\displaystyle x^{2}+1=0}의 두 근 가운데 아무런 하나를 취하면 된다.

## 표기

복소수의 직교 형식과 극형식과 지수 형식을 복소평면에서 나타낸 것

### 복소평면
복소수는 데카르트 좌표계나 극좌표계를 갖춘 2차원 유클리드 평면의 점(또는 벡터)과 일대일 대응한다. 이러한 평면을 복소평면이라고 한다.
복소평면의 점은 꼭대깃점을 제외한 리만 구의 점과 일대일 대응한다. 복소평면에 무한대점 하나를 추가하면, 리만 구와 일대일 대응을 갖는 집합을 얻는데, 이를 확장된 복소수라고 한다.

### 직교 형식
복소수 {\displaystyle z}의 직교 형식(直交形式, 영어: cartesian form)은 다음과 같다.
{\displaystyle z=x+iy\qquad x,y\in \mathbb {R} }
여기서 {\displaystyle x}를 실수부, {\displaystyle y}를 허수부라고 한다. 실수부와 허수부는 각각 복소수의 두 좌표축에 대한 사영과 같다. 복소수의 직교 형식은 복소수의 덧셈과 뺄셈에서 편리하게 쓰인다.

### 극형식
복소수 {\displaystyle z}의 극형식(極形式, 영어: polar form)은 다음과 같다.
{\displaystyle z=r(\cos \theta +i\sin \theta )\qquad r\geq 0,\;\theta \in \mathbb {R} } (단, {\displaystyle \cos \theta ={\frac {x}{\sqrt {x^{2}+y^{2}}}}}, {\displaystyle \sin \theta ={\frac {y}{\sqrt {x^{2}+y^{2}}}}})
여기서 {\displaystyle r}를 절댓값, {\displaystyle \theta }를 편각이라고 한다. 절댓값은 복소수와 원점 사이의 거리와 같으며, 편각은 복소수와 원점의 연결선과 {\displaystyle x}축의 사잇각과 같다.

### 지수 형식
오일러 공식
{\displaystyle e^{i\theta }=\cos \theta +i\sin \theta }
에 따라, 복소수 {\displaystyle z}의 지수 형식(指數形式, 영어: exponential form)을 얻을 수 있으며, 이는 다음과 같다.
{\displaystyle z=re^{i\theta }\qquad r\geq 0,\;\theta \in \mathbb {R} }
복소수의 극형식과 지수 형식은 복소수의 곱셈과 나눗셈에서 편리하게 쓰인다.

### 실수부 · 허수부 · 절댓값 · 편각 · 켤레 복소수

복소수 와 그 켤레복소수 를 복소평면 상에 기하학적으로 표현함.

복소수 {\displaystyle z}의 직교 형식과 극형식과 지수 형식이 다음과 같다고 하자.
{\displaystyle z=x+iy=r(\cos \theta +i\sin \theta )=re^{i\theta }\qquad x,y,r,\theta \in \mathbb {R} ,\;r\geq 0}
그렇다면, 복소수에 대한 다음과 같은 단항 연산들을 정의할 수 있다.
- {\displaystyle z}의 실수부(實數部, 영어: real part)는 실수 단위 1에 붙는 계수이다. 즉, 다음과 같다.
{\displaystyle \operatorname {Re} z=x=r\cos \theta \in \mathbb {R} }
- {\displaystyle z}의 허수부(虛數部, 영어: imaginary part)는 허수 단위 {\displaystyle i}에 붙는 계수이다. 즉, 다음과 같다.
{\displaystyle \operatorname {Im} z=y=r\sin \theta \in \mathbb {R} }
- {\displaystyle z}의 절댓값은 원점까지의 거리이다. 피타고라스 정리에 따라, 이는 다음과 같다.
{\displaystyle |z|={\sqrt {x^{2}+y^{2}}}=r\in [0,\infty )}
- {\displaystyle z}의 편각은 가로축과의 사잇각이다. 즉, 다음과 같다.
{\displaystyle \operatorname {arg} z=\operatorname {atan2} (y,x)=\theta \,\operatorname {mod} \,2\pi \in (-\pi ,\pi ]}
- {\displaystyle z\neq 0}의 켤레 복소수는 가로축에 의한 반사에서 얻는 복소수이다. 즉, 다음과 같다.
{\displaystyle {\bar {z}}=x-iy=re^{-i\theta }\in \mathbb {C} \qquad z\neq 0}

이러한 기호들을 사용하여 복소수의 세 가지 형식을 다시 쓰면 다음과 같다.
{\displaystyle z=\operatorname {Re} z+i\operatorname {Im} z=|z|(\cos \operatorname {arg} z+i\sin \operatorname {arg} z)=|z|e^{i\operatorname {arg} z}}

## 연산

### 동일성
두 복소수가 서로 같을 필요충분조건은 실수부와 허수부가 서로 같은 것이다.
{\displaystyle a+bi=c+di\iff a=c\land b=d\qquad a,b,c,d\in \mathbb {R} }

### 덧셈과 뺄셈
두 복소수의 합은 다음과 같다.
{\displaystyle (a+bi)+(c+di)=(a+c)+(b+d)i}
두 복소수의 차는 다음과 같다.
{\displaystyle (a+bi)-(c+di)=(a-c)+(b-d)i}
특히, 복소수의 덧셈 역원은 다음과 같다.
{\displaystyle -(a+bi)=(-a)+(-b)i}
복소수의 덧셈은 교환 법칙과 결합 법칙을 만족시킨다.

### 곱셈과 나눗셈
두 복소수의 곱셈은 다음과 같다.
{\displaystyle (a+bi)(c+di)=(ac-bd)+(ad+bc)i}
두 복소수의 나눗셈은 분모의 켤레 복소수를 분모와 분자에 각각 곱해 구한다. (나누는 수가 0이 아니어야 한다.)
{\displaystyle {\frac {a+bi}{c+di}}={\frac {ac+bd}{c^{2}+d^{2}}}+{\frac {-ad+bc}{c^{2}+d^{2}}}i\qquad c+di\neq 0}
특히, 0이 아닌 복소수의 곱셈 역원은 다음과 같다.
{\displaystyle {\frac {1}{a+bi}}={\frac {a}{a^{2}+b^{2}}}-{\frac {b}{a^{2}+b^{2}}}i\qquad a+bi\neq 0}
극형식으로 나타낸 복소수
{\displaystyle z=r(\cos \theta +i\sin \theta )}
{\displaystyle w=s(\cos \varphi +i\sin \varphi )}
에 대하여 쓰면 다음과 같다.
{\displaystyle zw=rs(\cos(\theta +\varphi )+i\sin(\theta +\varphi ))}
{\displaystyle {\frac {z}{w}}={\frac {r}{s}}(\cos(\theta -\varphi )+i\sin(\theta -\varphi ))\qquad w\neq 0}
{\displaystyle {\frac {1}{z}}={\frac {1}{r}}(\cos \theta -i\sin \theta )\qquad z\neq 0}
마찬가지로, 지수 형식으로 나타낸 복소수
{\displaystyle z=re^{i\theta }}
{\displaystyle w=se^{i\varphi }}
에 대하여 쓰면 다음과 같다.
{\displaystyle zw=rse^{i(\theta +\varphi )}}
{\displaystyle {\frac {z}{w}}={\frac {r}{s}}e^{i(\theta -\varphi )}\qquad w\neq 0}
{\displaystyle {\frac {1}{z}}={\frac {1}{r}}e^{-i\theta }\qquad z\neq 0}
복소수의 곱셈은 교환 법칙과 결합 법칙을 만족시키며, 덧셈에 대한 분배 법칙을 만족시킨다. 이에 따라, 복소수의 집합은 체를 이룬다.

### 순서체의 실패
복소수체 위에는 순서체의 구조를 줄 수 없다. 즉, 다음을 만족시키는 전순서 {\displaystyle \leq \subseteq \mathbb {C} \times \mathbb {C} }가 존재하지 않는다.
- 임의의 {\displaystyle z,w\in \mathbb {C} }에 대하여, {\displaystyle z,w>0}이라면, {\displaystyle z+w>0}이며 {\displaystyle zw>0}이다.

증명:
귀류법을 사용하여, 복소수체가 순서체가 되게 하는 전순서 {\displaystyle \leq \subseteq \mathbb {C} \times \mathbb {C} }가 존재한다고 하자. 그렇다면,
{\displaystyle 0<i}
이거나
{\displaystyle 0<-i}
이다. 따라서,
{\displaystyle 0<(\pm i)^{2}=-1}
이며,
{\displaystyle 0<(-1)^{2}=1}
이며,
{\displaystyle 0<-1+1=0}
이다. 이는 모순이다.
물론, {\displaystyle \mathbb {C} } 위의 순서 관계는 얼마든지 존재한다. 예를 들어, 다음과 같다.
- (사전식 순서: 전순서) {\displaystyle z<w\iff \operatorname {Re} z<\operatorname {Re} w\lor (\operatorname {Re} z=\operatorname {Re} w\land \operatorname {Im} z<\operatorname {Im} w)\qquad z,w\in \mathbb {C} }
- (직접곱: 부분 순서) {\displaystyle z\leq w\iff \operatorname {Re} z\leq \operatorname {Re} w\land \operatorname {Im} z\leq \operatorname {Im} w\qquad z,w\in \mathbb {C} }
- (절댓값의 크기 비교: 원전순서) {\displaystyle z\leq w\iff |z|\leq |w|\qquad z,w\in \mathbb {C} }

### 실수부와 허수부
복소수의 실수부와 허수부는 다음과 같이 나타낼 수 있다.
{\displaystyle \operatorname {Re} z=|z|\cos \operatorname {arg} z={\frac {z+{\bar {z}}}{2}}}
{\displaystyle \operatorname {Im} z=|z|\sin \operatorname {arg} z={\frac {z-{\bar {z}}}{2i}}}
복소수의 실수부와 허수부에 대하여, 다음 성질들이 성립한다.
- {\displaystyle \operatorname {Re} (z\pm w)=\operatorname {Re} z\pm \operatorname {Re} w}
- {\displaystyle \operatorname {Im} (z\pm w)=\operatorname {Im} z\pm \operatorname {Im} w}
- {\displaystyle \operatorname {Re} (zw)=\operatorname {Re} z\operatorname {Re} w-\operatorname {Im} z\operatorname {Im} w}
- {\displaystyle \operatorname {Im} (zw)=\operatorname {Re} z\operatorname {Im} w+\operatorname {Im} z\operatorname {Re} w}

### 절댓값과 편각
복소수의 절댓값은 다음과 같이 나타낼 수 있다.
{\displaystyle |z|={\sqrt {(\operatorname {Re} z)^{2}+(\operatorname {Im} z)^{2}}}={\sqrt {z{\bar {z}}}}}
복소수의 절댓값은 노름을 이룬다. 즉, 다음 성질들이 성립한다.
- {\displaystyle |z|\geq 0}
- {\displaystyle |z|=0\iff z=0}
- {\displaystyle |z+w|\leq |z|+|w|}
- {\displaystyle |z+w|=|z|+|w|\iff z{\bar {w}}\in [0,\infty )}
- {\displaystyle |zw|=|z||w|}
- {\displaystyle \left|{\frac {z}{w}}\right|={\frac {|z|}{|w|}}}

복소수의 편각은 다음과 같이 나타낼 수 있다.
{\displaystyle \operatorname {arg} z=\operatorname {atan2} (\operatorname {Im} z,\operatorname {Re} z)={\frac {1}{2i}}\ln {\frac {z}{\bar {z}}}}
복소수의 편각에 대하여, 다음 성질들이 성립한다.
- {\displaystyle \operatorname {arg} (zw)\equiv \operatorname {arg} z+\operatorname {arg} w{\pmod {2\pi }}}
- {\displaystyle \operatorname {arg} {\frac {z}{w}}\equiv \operatorname {arg} z-\operatorname {arg} w{\pmod {2\pi }}}

### 켤레 복소수
켤레 복소수는 다음과 같이 나타낼 수 있다.
{\displaystyle {\bar {z}}=\operatorname {Re} z-i\operatorname {Im} z=|z|e^{-i\operatorname {arg} z}}
켤레 복소수 {\displaystyle {\bar {}}\colon \mathbb {C} \to \mathbb {C} }는 대합 노름 대수 자기 동형을 이룬다. 즉, 다음 성질들이 성립한다.
- {\displaystyle {\bar {\bar {z}}}=z}
- {\displaystyle |{\bar {z}}|=|z|}
- {\displaystyle {\overline {z+w}}={\bar {z}}+{\bar {w}}}
- {\displaystyle {\overline {z-w}}={\bar {z}}-{\bar {w}}}
- {\displaystyle {\overline {zw}}={\bar {z}}{\bar {w}}}
- {\displaystyle {\overline {\frac {z}{w}}}={\frac {\bar {z}}{\bar {w}}}}

그러나 켤레 복소수는 정칙 함수가 아니다.

## 종류

### 실수와 허수
복소수 {\displaystyle z}는 실수부가 0인지와 허수부가 0인지에 따라 다름과 같이 분류된다.
- 만약 {\displaystyle \operatorname {Im} z=0}이라면, {\displaystyle z}를 실수라고 한다.
- 만약 {\displaystyle \operatorname {Im} z\neq 0}이라면, {\displaystyle z}를 허수라고 한다.
  - 만약 {\displaystyle \operatorname {Im} z\neq 0}이며 {\displaystyle \operatorname {Re} z=0}이라면, {\displaystyle z}를 순허수라고 한다.

사실, 복소수 {\displaystyle z}에 대하여, 다음 조건들이 서로 동치이다.
- {\displaystyle z}는 실수이다.
- {\displaystyle \operatorname {Im} z=0}
- {\displaystyle z=0}이거나, {\displaystyle \operatorname {arg} z=0,\pi }
- {\displaystyle z={\bar {z}}}

또한, 다음 조건들이 서로 동치이다.
- {\displaystyle z}는 순허수이다.
- {\displaystyle \operatorname {Re} z=0\neq \operatorname {Im} z}
- {\displaystyle \operatorname {arg} z=\pm {\frac {\pi }{2}}}
- {\displaystyle z=-{\bar {z}}\neq 0}

예를 들어, {\displaystyle -1,1/3,{\sqrt[{3}]{2}},\pi }는 실수이며, {\displaystyle 1+i,-2i,2+{\sqrt {3}}i}는 허수이며, 이들 가운데 {\displaystyle -2i}는 순허수이다.

### 대수적 수와 초월수
복소수 {\displaystyle z}는 어떤 다항식의 근이 될 수 있는지에 따라 다음과 같이 분류된다.
- 만약 {\displaystyle f(z)=0}인 복소수 계수 다항식 {\displaystyle f(x)\neq 0}가 존재한다면, {\displaystyle z}를 대수적 수라고 한다.
- 만약 {\displaystyle f(z)=0}인 복소수 계수 다항식 {\displaystyle f(x)\neq 0}가 존재하지 않는다면, {\displaystyle z}를 초월수라고 한다.

예를 들어, {\displaystyle {\sqrt[{3}]{2}},(1+i)/{\sqrt {2}}}는 대수적 수이며, {\displaystyle e,\pi }는 초월수이다.

## 확장
대수학의 기본 정리에 따르면, 복소수 계수 다항식의 근은 모두 복소수이다. 예를 들어,
{\displaystyle \pm {\sqrt {i}}=\pm {\frac {1+i}{\sqrt {2}}}}
는 여전히 복소수이다. 따라서, 복소수는 다항식의 가상의 근을 새로운 원소로서 첨가하는 방식으로는 더 이상 확장되지 않는다. 추상대수학의 용어를 사용하면, 복소수체는 대수적으로 닫힌 체이다.
하지만 복소수에 포함되지 않는 다른 수가 존재하지 않는다는 의미는 아니다. 수라는 것은 인간의 자유로운 상상력을 기반으로 얼마든지 만들 수 있기 때문이다. 예를 들어 {\displaystyle {\sqrt {x}}=-1} 을 만족하는 {\displaystyle x}는 복소수가 아니며, 이러한 수를 새로 정의할 수 있다. 초월 확대를 사용하면 얼마든지 복소수체를 더 큰 체로 확장할 수 있다. 또한, 복소수체를 사원수라는 더 큰 나눗셈 대수로 확장할 수 있다. 그러나, 3차원 이상의 {\displaystyle \mathbb {R} }-대수는 체가 될 수 없다.

## 역사
역사적으로 음수의 제곱근이 최초로 나타난 것은, 서기 1세기 그리스의 수학자이자 발명가인 알렉산드리아의 헤론이 피라미드의 절단에 대한 부피를 계산할 때이다. 좀 더 명확히 나타난 때는 타르탈리아나 제롤라모 카르다노와 같은 16세기 이탈리아 수학자들이 삼차와 사차 다항방정식의 근에 대한 공식을 발견할 때이다. 그 당시의 수학자들은 이 공식들에서 실수해만을 구하려고 하였지만 그 과정에서 음수의 제곱근이 다루어지는 과정이 필요함을 곧 알 수 있었다. 그 당시에는 음수에 대한 이해도 부족했으므로 복소수는 수로서 인정되지 못했다.
17세기에 르네 데카르트가 처음으로 "허수"라는 용어를 사용하였다. 18세기에 아브라암 드무아브르와 레온하르트 오일러의 복소수에 대한 업적이 있었다. 유명한 드무아브르의 공식에 드무아부르의 업적이 나타나 있다:
{\displaystyle (\cos \theta +i\sin \theta )^{n}=\cos n\theta +i\sin n\theta \,}
그리고 복소해석학에서의 오일러의 공식에서 오일러의 업적을 볼 수 있다:
{\displaystyle \cos \theta +i\sin \theta =e^{i\theta }\,}.
복소수의 존재성에 대해서는 1799년 카스파르 베셀이 복소수를 기하적인 표현으로 나타냄으로써 비로소 완전히 받아들여졌다. 이것은 수년 후에 카를 프리드리히 가우스가 발견하여 널리 알려져서, 결국 복소수가 매우 중요한 수의 확장으로 받아 들여졌다. 그러나 복소수의 기하학적 표현에 대한 생각은 1685년 존 월리스의 <De Algebra tractatus>에도 나타났다.

## 같이 보기
- 원운동
- 해석적 연속
- 복소기하학
- 아이젠슈타인 정수
- 기하적 대수학